# Caribaeohypnum polypterum
Caribaeohypnum polypterum là một loài Rêu trong họ Hypnaceae. Loài này được (Mitt.) Ando & Higuchi mô tả khoa học đầu tiên năm 1984.